# حيدر ناشر
حيدر ناشر (بالإندونيسية: Haedar Nashir) عالم إسلامي إندونيسي وزعيم الجمعية المحمدية الحالي وهو ثاني أكبر منظمة دينية إسلامية في العالم. تم انتخابه كقائد للمنظمة في 6 أغسطس 2015، في نفس اليوم الذي انتُخِبت فيه زوجته سيتي نوردجانا جوهانتيني لولاية ثانية كزعيمة لالجماعة العيسية النسائية.
أعرب ناشر عن قلقه بشأن احتجاجات جاكرتا في نوفمبر 2016 المحيطة بمحاكمة الحاكم المسيحي في لجاكرتا باسوكي تجاهاجا بورناما بتهمة الإسائة للإسلام، على الرغم من أن ناشر رحب بالمحاكمة كدليل على تطبيق القانون الموضوعي وشجع المواطنين على المراقبة من أجل الشفافية وسيادة القانون، فقد أشار إلى أن «الطاقة الثمينة والوقت الذي كان يمكن استخدامه لشيء منتج» قد ضاعا. كما أكد دعم المحمدية لرئيس إندونيسيا جوكو ويدودو والشرطة الوطنية الإندونيسية والتنوع الديني في إندونيسيا.

## المسار المهني
- رئيس القيادة المحمدية المركزية (2015 إلى الوقت الحاضر).
- رئيس الجمعية الطلابية المحمدية (1983-1986).
- رئيس القسم ككادر في القيادة المحمدية (1985-1990).
- رئيس تحرير مجلة سوارة المحمدية.